# XLIV народно събрание
Четиридесет и четвъртото народно събрание (XLIV НС) е обикновено народно събрание на България, сформирано според резултатите от извънредните парламентарни избори в България, проведени на 26 март 2017 г. Първото му заседание се провежда на 19 април 2017 г. и е открито от най-възрастния депутат - Тома Томов от БСП (на 74 години), а последното заседание се провежда на 25 март 2021 г.
На първото заседание на XLIV НС за председател на парламента е избран Димитър Главчев (ГЕРБ), а за зам.-председатели – Цвета Караянчева (ГЕРБ), Валери Жаблянов (БСП за България), Явор Нотев (Обединени патриоти), Нигяр Джафер (ДПС) и Веселин Марешки (ВОЛЯ). На 17 ноември 2017 г. Цвета Караянчева е избрана за председател на парламента, а подполковник Емил Христов от ГЕРБ – за заместник-председател (23 ноември 2017 г.). След освобождаването на Валери Жаблянов, на 10.07.2019 г. за заместник-председател на НС е избран Кристиан Вигенин.

## Резултати от изборите
| Кандидатска листа                          | Получени гласове | Дял от гласовете | Мандати |
| ------------------------------------------ | ---------------- | ---------------- | ------- |
| ГЕРБ                                       | 1 147 283        | 32,65%           | 95      |
| КП БСП за България                         | 955 490          | 27,20%           | 80      |
| КП Обединени патриоти – НФСБ, Атака и ВМРО | 318 513          | 9,07%            | 27      |
| ДПС                                        | 315 976          | 8,99%            | 26      |
| Воля                                       | 145 637          | 4,15%            | 12      |
| Общо:                                      | 2 882 899        | 82,06%           | 240     |

## Ръководство
| Длъжност              | Народен представител | Парламентарна група |
| --------------------- | -------------------- | ------------------- |
| Председател           | Цвета Караянчева     | ГЕРБ                |
| Заместник-председател | Емил Христов         | ГЕРБ                |
| Заместник-председател | Кристиан Вигенин     | БСП                 |
| Заместник-председател | Явор Нотев           | Обединени патриоти  |
| Заместник-председател | Нигяр Джафер         | ДПС                 |
| Заместник-председател | Веселин Марешки      | ВОЛЯ                |